# Concentrotheca vaughani
Espèce
Statut CITES
Concentrotheca vaughani est une espèce de coraux appartenant à la famille des Caryophylliidae.